# 青森県道247号鶴ケ坂千刈線
青森県道247号鶴ケ坂千刈線（あおもりけんどう247ごう つるがさかせんがりせん）は、青森県青森市大字鶴ケ坂から同市千刈2丁目に至る一般県道である。

## 概要
本路線は、全線が国道7号の旧道で構成されている。

### 路線データ
青森県例規集に基づく起終点および経過地は次のとおり
- 起点：青森市大字鶴ケ坂字山本62の32（＝国道7号交点）
- 終点：青森市千刈2丁目131の34（＝国道7号交点）
- 重要な経過地：なし
- 路線延長：12.472 km[3]

## 歴史
終点側の青森市大字新城から同市千刈までの区間は1972年（昭和47年）の青森西バイパス開通に伴い、起点側の青森市大字鶴ケ坂から同市大字新城までの区間は1987年（昭和62年）の鶴ヶ坂バイパス開通に伴い、それぞれ青森県に移管された。その後は、2003年（平成15年）11月28日に鶴ヶ坂バイパスと青森西バイパスが接続する戸門交差点がK字路から国県道が分離した変則H字路への変更、2004年（平成16年）9月27日にJR奥羽本線を跨ぐ新しい白旗野跨線橋の供用を開始、2005年（平成17年）11月18日に津軽新城駅周辺の道路拡幅工事の完成などが実施されている。また、2014年3月には、国道7号鶴ヶ坂バイパスとの接続部の路線形状が一部変更され、当県道から藤崎・弘前方面への合流部分はランプウェイとなった。

### 年表
- 1973年（昭和48年）7月10日
一般県道新城沖館線として青森県が認定[1]。
- 1987年（昭和62年）8月18日
一般県道鶴ケ坂千刈線として供用を開始[2]。

## 路線状況
終点の青森市千刈2丁目から津軽新城駅附近までの区間が青森都市計画道路3・4・29号西滝新城線として計画されている。また、大字石江字岡部で接続する青森都市計画道路3・3・2号内環状線の石江工区および石江2工区が2011年（平成23年）11月2日に開通し、青森港フェリー埠頭へ直接往来が可能になった。

## 地理

### 通過する自治体
- 青森県
青森市

### 交差する道路
- 国道7号：大字鶴ケ坂字山本（起点）
- 国道7号青森環状道路：大字新城字山田（新城高架橋[5]により頭上を通過）
- 青森県道229号津軽新城停車場線：大字新城字山田
- 青森市道新青森駅通り線（新青森駅南口へ通る市道）：大字石江字高間[12]
- 国道7号：千刈2丁目

### 沿線
JR奥羽本線と並行しており、鶴ケ坂駅、津軽新城駅、新青森駅各駅附近を通過する。また、沿線にそびえる鷹森山や女蛇山には、テレビやラジオの電波送信所が設置されている。
- たらポッキ温泉
- 青森市営バス西部営業所
- 青森市西部市民センター（市営バス西部営業所跡地）
- 青森県立青森西高等学校
- 青森市立新城小学校
- 国土交通省青森国道維持出張所